# Satélites de Saturno

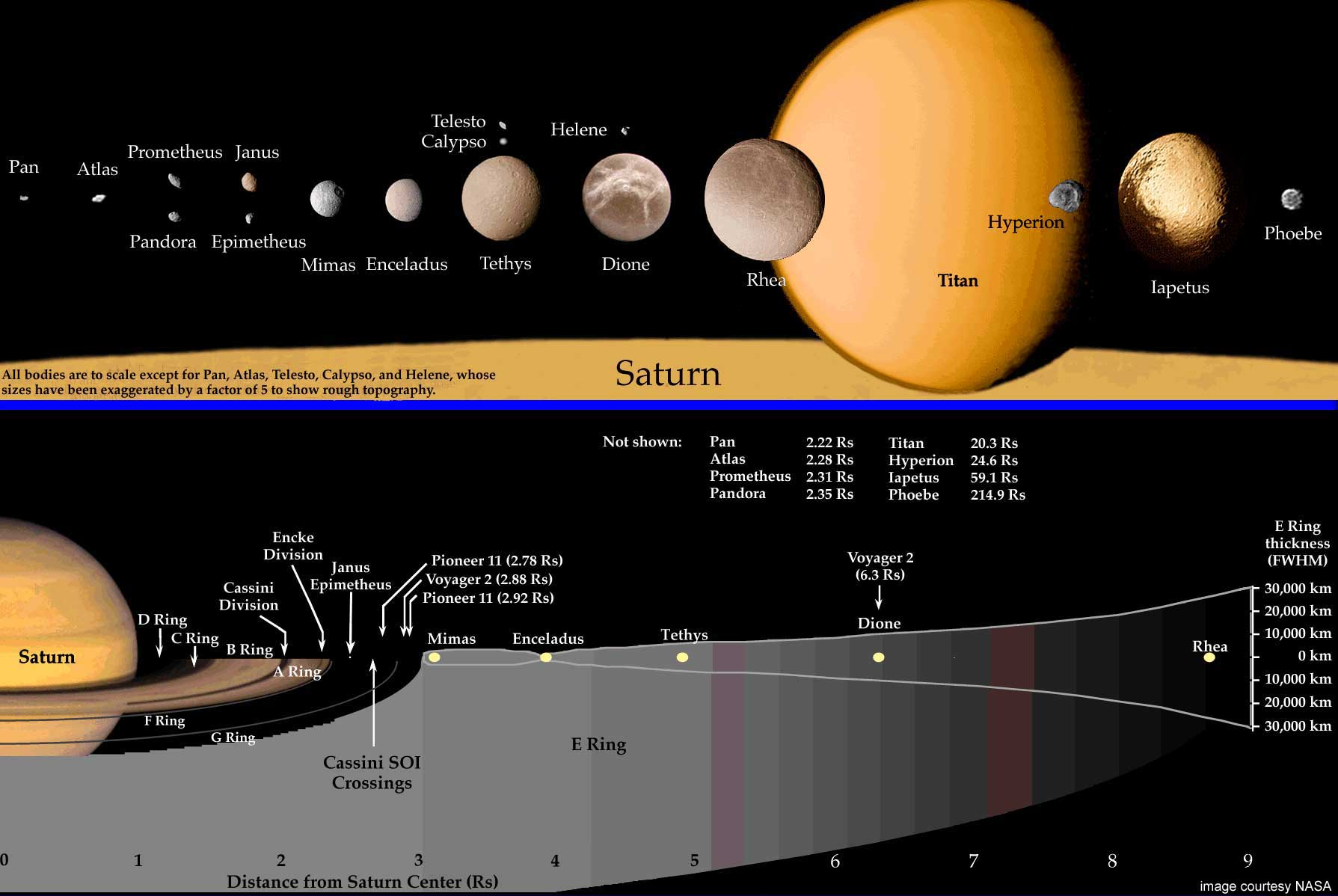
Mapa do sistema das luas e do anel de Saturno.

Saturno é o planeta do sistema solar com o maior número de luas ou satélites naturais, tendo o total de 274 luas, ele está na frente de Júpiter que é o segundo colocado com um total de 94 luas.   Este número não inclui os vários milhares de luas incrustadas dentro de seus anéis densos, nem centenas de possíveis luas distantes do tamanho de quilômetros que foram capturadas apenas brevemente por telescópios. O planeta também possui o satélite natural Titã, a única lua do sistema solar com uma atmosfera importante.
Os satélites maiores, conhecidos antes do começo da exploração espacial são: Mimas, Encélado, Tétis, Dione, Reia,Titã, Hiperião, Jápeto e Febe. Encélado e Titã são mundos especialmente interessantes para os cientistas planetários. O primeiro, pela existência de água líquida a pouca profundidade de sua superfície, com a emissão de vapor de água através de gêiseres. O segundo, porque possui uma atmosfera rica em metano, bem similar a da terra primitiva
Outras 30 luas de Saturno possuem nome, mas o número exato de satélites ainda é incerto, pois existe uma grande quantidade de objetos que orbitam este planeta. No ano 2000, foram detectados 12 satélites novos, cujas órbitas sugerem ser fragmentos de objetos maiores capturados por Saturno. A missão Cassini-Huygens também encontrou novas luas.

## História

### Observações iniciais
Antes do advento da fotografia telescópica, oito luas de Saturno foram descobertas por observação direta usando telescópios ópticos. Titã, a maior lua do planeta, foi descoberta em 1655 por Christiaan Huygens usando uma lente objetiva de 57 milímetros em um telescópio refrator de seu próprio projeto. Tétis, Dione, Reia e Jápeto (a "Sidera Lodoicea") foram descobertos entre 1671 e 1684 por Giovanni Domenico Cassini. Mimas e Encélado foram descobertos em 1789 por William Herschel. Hiperião foi descoberto em 1848 por William Cranch Bond, George Phillips Bond e William Lassell.
O uso de placas fotográficas de longa exposição possibilitou a descoberta de luas adicionais. O primeiro a ser descoberto dessa maneira, Febe, foi encontrado em 1899 por William Henry Pickering. Em 1966, o décimo satélite de Saturno foi descoberto por Audouin Dollfus, quando os anéis foram observados na borda perto de um equinócio. Mais tarde, foi nomeado Jano. Alguns anos depois, percebeu-se que todas as observações de 1966 só poderiam ser explicadas se outro satélite estivesse presente e que possuísse uma órbita semelhante à de Jano. Este objeto é agora conhecido como Epimeteu, a décima primeira lua de Saturno, no qual compartilha a mesma órbita com Jano, o único exemplo conhecido de co-orbitais no Sistema Solar. Em 1980, mais três luas de Saturno foram descobertas a partir do solo e posteriormente confirmadas pelas sondas Voyager. Eles são satélites troianos de Dione (Helene) e Tétis (Telesto e Calipso).

### Observações por sondas
O estudo dos planetas exteriores desde então foi revolucionado pelo uso de sondas espaciais não tripuladas. A chegada da sonda Voyager em Saturno em 1980-81 resultou na descoberta de três satélites adicionais — Atlas, Prometeu e Pandora, elevando o total para 17. Além disso, Epimeteu foi confirmado como distinto de Jano. Em 1990, Pã foi descoberto em imagens arquivadas da Voyager.
A missão Cassini que chegou a Saturno no verão de 2004, inicialmente descobriu três pequenas luas internas, incluindo Metone e Palene, entre Mimas e Encélado, bem como o segundo satélite troiano de Dione, Polideuces. Também observou três luas suspeitas mas não confirmadas no anel F. Em novembro de 2004, cientistas da Cassini anunciaram que a estrutura dos anéis de Saturno indica a presença de várias outras luas orbitando dentro dos anéis, embora apenas uma delas, Dafne, tenha sido visualmente confirmada na época. Em 2007, Anteia foi anunciado. Em 2008, foi relatado que as observações da Cassini de um esgotamento de elétrons energéticos na magnetosfera de Saturno perto de Reia podem ser a assinatura de um tênue sistema de anéis ao redor da segunda maior lua de Saturno. Em março de 2009, Aegaeon, uma lua no anel G, foi anunciada. Em julho do mesmo ano, S/2009 S 1, a primeira lua dentro do anel B, foi observada. Em abril de 2014, o possível início de uma nova lua, dentro do anel A, foi relatado.

### Luas exteriores
O estudo dos satélites de Saturno também foi auxiliado pelos avanços na instrumentação do telescópio, principalmente na introdução de dispositivos acoplados por carga digital que substituíram as placas fotográficas. Durante todo o século XX, Febe ficou sozinha entre as luas conhecidas com sua órbita altamente irregular. No entanto, a partir de 2000, mais de três dúzias de luas irregulares foram descobertas usando telescópios terrestres. Uma pesquisa iniciada no final de 2000 e conduzida usando três telescópios de tamanho médio encontrou treze novos satélites orbitando Saturno a uma grande distância, em órbitas excêntricas, que são altamente inclinadas tanto para o equador de Saturno quanto para a eclíptica. Em 2005, astrônomos usando o Observatório Mauna Kea anunciaram a descoberta de mais doze pequenas luas externas. Em 2006, astrônomos usando o telescópio Subaru relataram a descoberta de mais nove luas irregulares. Em abril de 2007, Tarqeq (S/2007 S 1) foi anunciado e em maio do mesmo ano foram reportados S/2007 S 2 e S/2007 S 3.
Alguns dos 83 satélites conhecidos de Saturno são considerados perdidos porque não foram observados desde a sua descoberta e, portanto, suas órbitas não são bem conhecidas o suficiente para identificar suas localizações atuais. Em 2009, foram realizados trabalhos para recuperá-los, mas sete (S/2007 S 2, S/2004 S 13, S/2006 S 1, S/2007 S 3, S/2004 S 17, S/2004 S 12 e S/2004 S 7) ainda permanecem perdidos.

## Grupos orbitais
Embora os limites possam ser um tanto vagos, os satélites de Saturno podem ser divididas em dez grupos de acordo com suas características orbitais. Muitos deles, como Pã e Dafne, orbitam dentro do sistema de anéis do planeta e têm períodos orbitais apenas um pouco mais longo que o período de rotação do planeta. As luas mais internas e a maioria dos satélites regulares têm inclinações orbitais médias, variando de menos de um grau a cerca de 1,5° (exceto Jápeto, que tem uma inclinação de 7,57°) e pequenas excentricidades orbitais. Por outro lado, os satélites irregulares nas regiões ultraperiféricas do sistema lunar de Saturno, em particular o grupo nórdico, têm raios orbitais de milhões de quilômetros e períodos orbitais que duram vários anos. As luas do grupo nórdico também orbitam na direção oposta à rotação de Saturno.

## Tamanhos
O sistema de satélites de Saturno é muito desequilibrado: uma lua, Titã, compreende mais de 96% da massa em órbita ao redor do planeta. As outras seis luas planômicas (elipsoidais) constituem aproximadamente 4% da massa, e as restantes 55 pequenas luas, juntamente com os anéis, compreendem apenas 0,04%.
| Principais satélite de Saturno, em comparação com a Lua | Principais satélite de Saturno, em comparação com a Lua | Principais satélite de Saturno, em comparação com a Lua | Principais satélite de Saturno, em comparação com a Lua | Principais satélite de Saturno, em comparação com a Lua | Principais satélite de Saturno, em comparação com a Lua |
| Nome                                                    | Diâmetro (km)                                           | Massa (kg)                                              | Raio orbital (km)                                       | Período orbital (dias)                                  |                                                         |
| ------------------------------------------------------- | ------------------------------------------------------- | ------------------------------------------------------- | ------------------------------------------------------- | ------------------------------------------------------- | ------------------------------------------------------- |
| Mimas                                                   | 396 (12% da Lua)                                        | 4×1019 (0,05% da Lua)                                   | 185 539 (48% da Lua)                                    | 0,9 (3% da Lua)                                         |                                                         |
| Encélado                                                | 504 (14% da Lua)                                        | 1,1×1020 (0,2% da Lua)                                  | 237 948 (62% da Lua)                                    | 1.4 (5% da Lua)                                         |                                                         |
| Tétis                                                   | 1 062 (30% da Lua)                                      | 6,2×1020 (0,8% da Lua)                                  | 294 619 (77% da Lua)                                    | 1,9 (7% da Lua)                                         |                                                         |
| Dione                                                   | 1 123 (32% da Lua)                                      | 1,1×1021 (1,5% da Lua)                                  | 377 396 (98% da Lua)                                    | 2,7 (10% da Lua)                                        |                                                         |
| Reia                                                    | 1 527 (44% da Lua)                                      | 2,3×1021 (3% da Lua)                                    | 527 108 (137% da Lua)                                   | 4,5 (20% da Lua)                                        |                                                         |
| Titã                                                    | 5 150 (148% da Lua)                                     | 1,35×1023 (180% da Lua)                                 | 1 221 870 (318% da Lua)                                 | 16 (60% da Lua)                                         |                                                         |
| Jápeto                                                  | 1 470 (42% da Lua)                                      | 1,8×1021 (2,5% da Lua)                                  | 3 560 820 (926% da Lua)                                 | 79 (290% da Lua)                                        |                                                         |

## Tabela
Das 145 luas conhecidas de Saturno, são listadas aqui 62 delas, segundo o período orbital crescente a partir do planeta. As luas com massa bastante para formar superficialmente uma esferoide estão em negrito. As luas irregulares estão em vermelho, laranja ou cinza.
| Código                      | Código | Código         | Código         | Código          |
| --------------------------- | ------ | -------------- | -------------- | --------------- |
| † Luas ou satélites maiores | ♠ Titã | ‡ Grupo Inuíte | ♦ Grupo Gaulês | ♣ Grupo Nórdico |

| Ordem | Nº      | Nome         | Imagem | Diâmetro (km)                  | Massa (10 18kg)     | Semieixo maior (km) | Período orbital (j) | Inclinação (°) | Exc.   | Posição                             | Ano desc. | Descobridor                                       |
| ----- | ------- | ------------ | ------ | ------------------------------ | ------------------- | ------------------- | ------------------- | -------------- | ------ | ----------------------------------- | --------- | ------------------------------------------------- |
| 1     | 99 !    | S/2009 S 1   |        | ≈ 0,3                          | < 0,0000001         | ≈ 117 000           | 0,4715              | ≈ 0°           | ≈ 0    | Anel Externo B                      | 2009      | Cassini-Huygens                                   |
| 2     | XVIII   | Pã           |        | 28,4 ± 2,6 (35×32×21)          | 0,00495 ± 0,00075   | 133 583             | +0,5750             | 0,0°           | 0,0000 | Divisão de Encke                    | 1990      | Mark Showalter                                    |
| 3     | XXXV    | Dafne        |        | 7,8 ± 1,6 (9×8×6)              | 0,000084 ± 0,000012 | 136 500             | +0,594              | 0,0°           | 0,000  | Brecha de Keeler                    | 2005      | Cassini-Huygens                                   |
| 4     | XV      | Atlas        |        | 30,2 ± 2,8 (42×36×18)          | 0,0066 ± 0,0006     | 137 670             | +0,6019             | 0,003°         | 0,0012 | Anel A (pastora externa)            | 1980      | Voyager 2                                         |
| 5     | XVI     | Prometeu     |        | 86,2 ± 5,4 (133×79×61)         | 0,1566 ± 0,0020     | 139 353             | +0,6130             | 0,008°         | 0,0022 | Anel F (pastora interna)            | 1980      | Voyager 2                                         |
| 6     | XVII    | Pandora      |        | 80,6 ± 4,4 (103×80×64)         | 0,1356 ± 0,0023     | 141 700             | +0,6285             | 0,050°         | 0,0042 | Anel F (pastora externa)            | 1980      | Voyager 2                                         |
| 6a    | XI      | Epimeteu     |        | 113,4 ± 3,8 (116×117×106)      | 0,5307 ± 0,0014     | 151 410             | +0,6942             | 0,351°         | 0,0098 | Compartilha a órbita de Jano        | 1977      | J. Fountain and S. Larson                         |
| 6b    | X       | Jano         |        | 179,2 ± 4 (195×194×152)        | 1,8891 ± 0,005      | 151 460             | +0,6945             | 0,163°         | 0,0068 | Compartilha a órbita de Epimeteu    | 1966      | A. Dollfus                                        |
| 9     | LIII    | Aegaeon      |        | ≈ 0,66                         | ~0,0000001          | 167 500             | +0,8081             | 0,001°         | 0,0002 | No anel G                           | 2008      | Cassini-Huygens                                   |
| 10    | I       | †Mimas       |        | 396,4 ± 1,0 (415×394×381)      | 37,493 ± 0,031      | 185 520             | +0,9424218          | 1,53°          | 0,0202 |                                     | 1789      | W. Herschel                                       |
| 11    | XXXII   | Metone       |        | 3,2 ± 1,2                      | ~0,00002            | 194 440             | +1,01               | 0,0072°        | 0,0001 | Grupo das Alcionedas                | 2004      | Cassini-Huygens                                   |
| 12    | XLIX    | Anteia       |        | 1,8                            | ~0,000005           | 197 700             | +1,04               | 0,1°           | 0,001  | Grupo das Alcionedas                | 2007      | Cassini-Huygens                                   |
| 13    | XXXIII  | Palene       |        | 4,4 ± 0,6 (5×4×4)              | ~0,00006            | 212 280             | +1,14               | 0,1810°        | 0,0040 | Grupo das Alcionedas                | 2004      | Cassini-Huygens                                   |
| 14    | II      | †Encélado    |        | 504,2 ± 0,4 (513×503×497)      | 108,022 ± 0,101     | 238 020             | +1,370218           | 0,00°          | 0,0045 | Anel E                              | 1789      | W. Herschel                                       |
| 15    | III     | †Tétis       |        | 1 066 ± 2,8 (1081×1062×1055)   | 617,449 ± 0,132     | 294 660             | +1,887802           | 1,86°          | 0,0000 |                                     | 1684      | G. Cassini                                        |
| 15a   | XIII    | Telesto      |        | 24,8 ± 0,8 (31×24×21)          | ~0,010              | 294 660             | +1,8878             | 1,158°         | 0,001  | Ponto de Lagrange diante de Tétis   | 1980      | B. Smith, H. Reitsema, S. Larson, and J. Fountain |
| 15b   | XIV     | Calipso      |        | 21,2 ± 1,4 (30×23×14)          | ~0,0065             | 294 660             | +1,8878             | 1,473°         | 0,001  | Ponto de Lagrange depois de Tétis   | 1980      | D. Pascu, P. Seidelmann, W. Baum, and D. Currie   |
| 18    | IV      | †Dione       |        | 1 123,4 ± 1,8 (1128×1122×1121) | 1 095,452 ± 0,168   | 377 400             | +2,736915           | 0,02°          | 0,0022 |                                     | 1684      | G. Cassini                                        |
| 18a   | XII     | Helene       |        | 33 ± 1,2 (39×37×25)            | ~0,02446            | 377 400             | +2,7369             | 0,0°           | 0,005  | Ponto de Lagrange diante de Dione   | 1980      | P. Laques and J. Lecacheux                        |
| 18b   | XXXIV   | Polideuces   |        | 2,6 ± 0,8 (3×2×2)              | ~0,00001            | 377 200             | +2,74               | 0,1774°        | 0,0192 | Ponto de Lagrange depois de Dione   | 2004      | Cassini-Huygens                                   |
| 21    | V       | †Reia        |        | 1 528,6 ± 4,4 (1534×1525×1526) | 2 306,518 ± 0,353   | 527 040             | +4,517500           | 0,35°          | 0,0010 |                                     | 1672      | G. Cassini                                        |
| 22    | VI      | ♠Titã        |        | 5 151 ± 4                      | 134 520 ± 20        | 1 221 830           | +15,945421          | 0,33°          | 0,0292 |                                     | 1655      | C. Huygens                                        |
| 23    | VII     | †Hipérion    |        | 266 ± 16 (328×260×214)         | 5,584 ± 0,068       | 1 481 100           | +21,276609          | 0,43°          | 0,1042 | Em ressonância orbital 3:4 com Titã | 1848      | W. Bond G. Bond W. Lassell                        |
| 24    | VIII    | †Jápeto      |        | 1 471,2 ± 6,0                  | 1 805,635 ± 0,375   | 3 561 300           | +79,330183          | 14,72°         | 0,0283 |                                     | 1671      | G. Cassini                                        |
| 25    | XXIV    | ‡Kiviuq      |        | ≈ 16                           | ~0,00279            | 11 110 000          | +449                | 48,7°          | 0,334  | Grupo inuíte                        | 2000      | B. Gladman, J. Kavelaars, et coll.                |
| 26    | XXII    | ‡Ijiraq      |        | ≈ 12                           | ~0,00118            | 11 120 000          | +451                | 49,1°          | 0,316  | Grupo inuíte                        | 2000      | B. Gladman, J. Kavelaars, et coll.                |
| 27    | IX      | ♣†Febe       |        | 214,4 ± 12,4 (230×220×210)     | 8,292 ± 0,010       | 12 944 000          | −548                | 174,8°         | 0,164  | Grupo nórdico                       | 1899      | W. Pickering                                      |
| 28    | XX      | ‡Paaliaq     |        | ≈ 22                           | ~0,00725            | 15 200 000          | +687                | 47,2°          | 0,364  | Grupo inuíte                        | 2000      | B. Gladman, J. Kavelaars, et coll.                |
| 29    | XXVII   | ♣Skathi      |        | ≈ 8                            | ~0,00035            | 15 540 000          | −728                | 148,5°         | 0,270  | Grupo nórdico                       | 2000      | B. Gladman, J. Kavelaars, et coll.                |
| 30    | XXVI    | ♦Albiorix    |        | ≈ 32                           | ~0,0223             | 16 180 000          | +783                | 34,0°          | 0,469  | Grupo gaulês                        | 2000      | M. Holman                                         |
| 31    | 99 !    | ♣S/2007 S 2  |        | ≈ 6                            | ~0,00015            | 16 730 000          | −808                | 176,7°         | 0,218  | Grupo nórdico                       | 2007      | S. Sheppard, D. Jewitt, J. Kleyna, B. Marsden     |
| 32    | XXXVII  | ♦Bebhionn    |        | ≈ 6                            | ~0,00015            | 17 120 000          | +835                | 35,0°          | 0,469  | Grupo gaulês                        | 2004      | S. Sheppard, D. Jewitt, J. Kleyna                 |
| 33    | XXVIII  | ♦Erriapo     |        | ≈ 10                           | ~0,00068            | 17 340 000          | +871                | 34,6°          | 0,474  | Grupo gaulês                        | 2000      | B. Gladman, J. Kavelaars, et coll.                |
| 34    | XXIX    | ‡Siarnaq     |        | ≈ 40                           | ~0,0435             | 17 530 000          | +896                | 45,6°          | 0,295  | Grupo inuíte                        | 2000      | B. Gladman, J. Kavelaars, et coll.                |
| 35    | XLVII   | ♣Skoll       |        | ≈ 6                            | ~0,00015            | 17 670 000          | −878                | 161,2°         | 0,464  | Grupo nórdico                       | 2006      | S. Sheppard, D. Jewitt, J. Kleyna                 |
| 36    | XXI     | ♦Tarvos      |        | ≈ 15                           | ~0,0023             | 17 980 000          | +926                | 33,8°          | 0,531  | Grupo gaulês                        | 2000      | B. Gladman, J. Kavelaars, et coll.                |
| 37    | LII     | ‡Tarqeq      |        | ≈ 7                            | ~0,00023            | 18 010 000          | +888                | 46,1°          | 0,160  | Grupo inuíte                        | 2007      | S. Sheppard, D. Jewitt, J. Kleyna                 |
| 38    | LI      | ♣Greip       |        | ≈ 6                            | ~0,00015            | 18 210 000          | −921                | 179,8°         | 0,326  | Grupo nórdico                       | 2006      | S. Sheppard, D. Jewitt, J. Kleyna                 |
| 39    | 99 !    | ♣S/2004 S 13 |        | ≈ 6                            | ~0,00015            | 18 400 000          | −933                | 167,4°         | 0,273  | Grupo nórdico                       | 2004      | S. Sheppard, D. Jewitt, J. Kleyna                 |
| 40    | XLIV    | ♣Hyrrokkin   |        | ≈ 8                            | ~0,00035            | 18 440 000          | −932                | 151,4°         | 0,333  | Grupo nórdico                       | 2006      | S. Sheppard, D. Jewitt, J. Kleyna                 |
| 41    | XXV     | ♣Mundilfari  |        | ≈ 7                            | ~0,00023            | 18 690 000          | −953                | 169,4°         | 0,210  | Grupo nórdico                       | 2000      | B. Gladman, J. Kavelaars, et coll.                |
| 42    | L       | ♣Járnsaxa    |        | ≈ 6                            | ~0,00015            | 18 810 000          | −965                | 163,3°         | 0,216  | Grupo nórdico                       | 2006      | S. Sheppard, D. Jewitt, J. Kleyna                 |
| 43    | 99 !    | ♣S/2006 S 1  |        | ≈ 6                            | ~0,00015            | 18 980 000          | −1015               | 154,2°         | 0,130  | Grupo nórdico                       | 2006      | S. Sheppard, D.C. Jewitt, J. Kleyna               |
| 44    | 99 !    | ♣S/2007 S 3  |        | ≈ 5                            | ~0,00009            | 18 980 000          | −978                | 177,2°         | 0,130  | Grupo nórdico                       | 2007      | S. Sheppard, D. Jewitt, J. Kleyna                 |
| 45    | XXXI    | ♣Narvi       |        | ≈ 7                            | ~0,00023            | 19 010 000          | −1 004              | 145,8°         | 0,431  | Grupo nórdico                       | 2003      | S. Sheppard, D. Jewitt, J. Kleyna                 |
| 46    | XXXVIII | ♣Bergelmir   |        | ≈ 6                            | ~0,00015            | 19 340 000          | −1006               | 158,5°         | 0,142  | Grupo nórdico                       | 2004      | S. Sheppard, D. Jewitt, J. Kleyna                 |
| 47    | 99 !    | ♣S/2004 S 17 |        | ≈ 4                            | ~0,00005            | 19 450 000          | −986                | 166,6°         | 0,259  | Grupo nórdico                       | 2004      | S. Sheppard, D. Jewitt, J. Kleyna                 |
| 48    | XXIII   | ♣Suttungr    |        | ≈ 7                            | ~0,00023            | 19 460 000          | −1 017              | 175,8°         | 0,114  | Grupo nórdico                       | 2000      | B. Gladman, J. Kavelaars, et coll.                |
| 49    | XLIII   | ♣Hati        |        | ≈ 6                            | ~0,00015            | 19 860 000          | −1 039              | 165,8°         | 0,372  | Grupo nórdico                       | 2004      | S. Sheppard, D. Jewitt, J. Kleyna                 |
| 50    | 99 !    | ♣S/2004 S 12 |        | ≈ 5                            | ~0,00009            | 19 890 000          | −1 046              | 164,0°         | 0,401  | Grupo nórdico                       | 2004      | S. Sheppard, D. Jewitt, J. Kleyna                 |
| 51    | XXXIX   | ♣Bestla      |        | ≈ 7                            | ~0,00023            | 20 130 000          | −1 084              | 145,2°         | 0,521  | Grupo nórdico                       | 2004      | S. Sheppard, D. Jewitt, J. Kleyna                 |
| 52    | XL      | ♣Farbauti    |        | ≈ 5                            | ~0,00009            | 20 390 000          | −1 086              | 156,4°         | 0,206  | Grupo nórdico                       | 2004      | S. Sheppard, D. Jewitt, J. Kleyna                 |
| 53    | XXX     | ♣Thrymr      |        | ≈ 7                            | ~0,00023            | 20 470 000          | −1 094              | 175,0°         | 0,470  | Grupo nórdico                       | 2000      | B. Gladman, J. Kavelaars, et coll.                |
| 54    | XXXVI   | ♣Aegir       |        | ≈ 6                            | ~0,00015            | 20 740 000          | −1 117              | 166,7°         | 0,252  | Grupo nórdico                       | 2004      | S. Sheppard, D. Jewitt, J. Kleyna                 |
| 55    | 99 !    | ♣S/2004 S 7  |        | ≈ 6                            | ~0,00015            | 21 000 000          | −1 140              | 165,1°         | 0,580  | Grupo nórdico                       | 2004      | S. Sheppard, D. Jewitt, J. Kleyna                 |
| 56    | 99 !    | ♣S/2006 S 3  |        | ≈ 6                            | ~0,00015            | 22 100 000          | −1 227              | 150,8°         | 0,471  | Grupo nórdico                       | 2006      | S. Sheppard, D. Jewitt, J. Kleyna                 |
| 57    | XLV     | ♣Kari        |        | ≈ 7                            | ~0,00023            | 22 120 000          | −1 234              | 156,3°         | 0,478  | Grupo nórdico                       | 2006      | S. Sheppard, D. Jewitt, J. Kleyna                 |
| 58    | XLI     | ♣Fenrir      |        | ≈ 4                            | ~0,00005            | 22 450 000          | −1 260              | 164,9°         | 0,136  | Grupo nórdico                       | 2004      | S. Sheppard, D. Jewitt, J. Kleyna                 |
| 59    | XLVIII  | ♣Surtur      |        | ≈ 6                            | ~0,00015            | 22 710 000          | −1 298              | 177,5°         | 0,451  | Grupo nórdico                       | 2006      | S. Sheppard, D. Jewitt, J. Kleyna                 |
| 60    | XIX     | ♣Ymir        |        | ≈ 18                           | ~0,00397            | 23 040 000          | −1 312              | 173,1°         | 0,335  | Grupo nórdico                       | 2000      | B. Gladman, J. Kavelaars, et coll.                |
| 61    | XLVI    | ♣Loge        |        | ≈ 6                            | ~0,00015            | 23 070 000          | −1 313              | 167,9°         | 0,187  | Grupo nórdico                       | 2006      | S. Sheppard, D. Jewitt, J. Kleyna                 |
| 62    | XLII    | ♣Fornjot     |        | ≈ 6                            | ~0,00015            | 25 110 000          | −1 491              | 170,4°         | 0,206  | Grupo nórdico                       | 2004      | S. Sheppard, D. Jewitt, J. Kleyna                 |

### Satélites não confirmados
Os seguintes objetos (observados pela sonda Cassini) não estão confirmados como corpos sólidos. Não está claro se estes possíveis satélites são reais ou se se trata de outros fenômenos persistentes no seio do anel F.
| Nome           | Imagem | Diâmetro (km) | Semieixo maior (km) | Período orbital (d) | Posição                    | Ano da descoberta |
| -------------- | ------ | ------------- | ------------------- | ------------------- | -------------------------- | ----------------- |
| S/2004 S 6     |        | ≈ 3–5         | ≈ 140 130           | +0,61801            | Presença incerta no anel F | 2004              |
| S/2004 S 3/S 4 |        | ≈ 3−5         | ≈ 140 300           | ≈ +0,619            | Presença incerta no anel F | 2004              |

## Descoberta dos satélites de Saturno
O primeiro satélite de Saturno a ser descoberto foi Titã, em 1655. Os outros descobertos antes de 1970, o foram através de telescópios e observatórios. A Voyager descobriu outros satélites de Saturno após 1970. A Cassini descobriu muitos outros.